# Kerem Shalom
Kerem Shalom (héberül: כֶּרֶם שָׁלוֹם, „Béke szőlőültetvénye”) kibuc Dél-Izraelben. A település a Gázai övezet – Izrael – Egyiptom hármas határon található és az Eshkol Regionális Tanács joghatósága alá tartozik. 2021-ben 194 lakosa volt. 

## Történelem
A kibucot 1967-ben alapították a Hasomer Hacair, egy szocialista-cionista ifjúsági mozgalom tagjai. A „Kerem Shalom” név héberül annyit tesz, mint „béke szőlőültetvénye”. Az alapítók abban reménykedve választották ezt a nevet, hogy a kibuc szerepet fog játszani a zsidó és muzulmán népek közötti béke megteremtésében és az arab-izraeli konfliktus lezárásában. 
A Haaretz újság úgy jellemezte, mint „közösségi-világi életmódot folytató kis közösség, amely ünnepeket jelöl ki, kulturális esteket tart együtt és tiszteletben tartja a kölcsönös felelősséget - az oktatásban, a kultúrában, az egészségügyben és annak gazdaságában”. Ilan Regev, a közösség menedzsere szerint „az 1967-ben alapított kibuc 1995-ben, a tagok távozása után szétesett, de 2001-ben újra megalapították.” 2011-ben a kibucnak 35 tagja és jelöltje (családok és egyének), körülbelül 30 gyermek és egy ifjúsági mozgalom nyolc tagja volt, akik egy év szolgálatot teljesítettek az IDF-nél. Nyolc család csatlakozott a kibuchoz a Cast Lead hadművelet után. A kibuc 2011-ben elindított egy kampányt az új lakók bevonzására, „Cionism 2011” néven. A Gázai övezet közelsége, amely palesztin aknavetős támadásoknak van kitéve, valamint Gilad Shalit elrablásával való kapcsolata, amely a közelben történt, Regev szerint azt eredményezte, hogy a kibuc a taglétszám csökkenésével néz szembe. A kibucot „egyedülállónak nevezte az országban egy olyan területen, amely valójában meghatározza az állam határait, ahogyan a cionizmus kezdetén volt, egy igazságos és egalitariánius társadalom kialakítására tett kísérlettel”. Az izraeli kormány megkövetelte, hogy a kibuc meghatározott időn belül a 100 kiosztott lakóhely legalább 40%-át benépesítse, amihez Regev szerint 80 új tagra és jelöltre volt szükség. Az állam csökkentheti a „termelési eszközöket – földet, vizet és hasonlókat”, ha nem teljesülnek a követelmények.
2006 márciusában Kerem Shalomban azonosították a madárinfluenza vírusát a pulykaólakban.
2008-ban a kibucot aknavető lövedékek bombázták egy olyan támadásban, amelyet Izrael Gázából való kivonulása óta a legrosszabbnak minősítettek. Bár egy mozsárágyú eltalálta az elektromos infrastruktúrát, több család ragaszkodott ahhoz, hogy a húsvéti szédert a kibuc étkezőjében ünnepeljék.
2023-ban megtámadta a Hamász. A kibuc tíz fős polgári védelmi csapata vette fel a harcot a támadók ellen. Legalább húsz  hamász fegyveres és a polgári védelmi csapat két tagja meghalt.[forrás?]

## Fordítás
Ez a szócikk részben vagy egészben  a   Kerem Shalom című angol Wikipédia-szócikk ezen változatának fordításán alapul.  Az eredeti cikk szerkesztőit annak laptörténete sorolja fel. Ez a jelzés csupán a megfogalmazás eredetét és a szerzői jogokat jelzi, nem szolgál a cikkben szereplő információk forrásmegjelöléseként.